# Джеймс Гілл
Джеймс Клейтон Гілл (англ. James Clayton Hill, нар. 10 січня 2002, Брістоль, Англія) — англійський футболіст, центральний захисник клубу «Борнмут».

## Ігрова кар'єра

### Клубна
Джеймс Гілл є вихованцем клубу «Флітвуд Таун». Дебютну футболіста на професійному рівні відбувся 28 серпня 2018 року в матчі Кубка ліги проти «Лестер Сіті». На момент матчу  Джеймсу було 16 років, що зробило його наймолодшим гравцем першої команди клубу. В лютому 2019 року Гілл підписав з клубом перший професійний контракт. В своїй дебютній грі 19 квітня проти «Пітерборо Юнайтед» Гілл зробив гольову передачу і його команда зрівняла рахунок на 95 - й хвилині.
В кінці сезону 2020/21 клуб запропонував захиснику новий контракт.
В січні 2022 року Гілл перейшов до клубу Чемпіоншипа «Борнмут», підписавши з клубом контракт на чотири з половиною роки. Другу половину сезону 2022/23 футболіст провів в оренді в шотланському «Хартсі». Сезон 2023/24 футболіст також починав, граючи в оренді в клубі Чемпіоншим «Блекберн Роверз». В команді Гілл відзначився одним забитим голом, та в січні 2024 року «Борнмут» повернув свого гравця в свою команду.

### Збірна
10 червня 2022 року Джеймс Гілл дебютував у складі молодіжної збірної Англії.